# Христианство в Бельгии
Христианство в Бельгии — самая распространённая религия в стране.
По данным исследовательского центра Pew Research Center в 2010 году в Бельгии проживало 6,86 млн христиан, которые составляли 64,1 % населения этой страны. Энциклопедия «Религии мира» Дж. Г. Мелтона оценивает долю христиан в 2010 году в 82,1 % (8,6 млн верующих).
Крупнейшим направлением христианства в стране является католицизм. В 2000 году в Бельгии действовало 5,3 тыс. христианских церквей и мест богослужения, принадлежащих 103 различным христианским деноминациям.
Помимо основного населения страны — фламандцев и валлонов, христианство исповедуют также большинство живущих в Бельгии итальянцев, французов, немцев, португальцев, испанцев, англичан, греков, румын, поляков и др.
Христиане Бельгии участвуют в межконфессиональном диалоге. В 1990 году в стране была создана Консультация христианских церквей Бельгии, объединяющая англикан, католиков, православных и верующих Объединённой протестантской церкви Бельгии. Консервативные евангельские церкви Бельгии объединены в Евангельский альянс Фландрии, связанный со Всемирным евангельским альянсом.